# Ol'ga Artešina
Ol'ga Dmitrievna Artešina (in russo Ольга Дмитриевна Артешина?; Samara, 27 novembre 1982) è un'ex cestista russa.
Alta 182 cm per 80 kg, ha giocato dal 2009 al 2018 come ala nell'UMMC Ekaterinburg.

## Carriera
Con il CSKA Samara ha vinto un campionato e una Coppa nazionale, oltre all'Eurolega nel 2005.
Con la maglia della nazionale russa, ha vinto due Europei (2003 e 2007) e ha conquistato quattro medaglie d'argento, due agli Europei e due ai Mondiali. Ha infine vinto la medaglia di bronzo alle Olimpiadi di Atene 2004.

## Palmarès
- Campionato russo: 1
CSKA Samara: 2004
- Coppa di Russia: 1
CSKA Samara: 2004
- Eurolega: 1
CSKA Samara: 2005
- Campionato europeo: 3
Nazionale russa: Grecia 2003, Italia 2007, Polonia 2011.